# Делауеър (окръг, Айова)
Вижте пояснителната страница за други населени места с името Делауеър.
Окръг Делауеър (на английски: Delaware County) е окръг в щата Айова, Съединени американски щати. Площта му е 1496 квадратни километра, а населението – 17 011 души (по изчисления за юли 2019 г.). Административен център е град Манчестър.